# Adiantum caryotideum
Adiantum caryotideum là một loài thực vật có mạch trong họ Adiantaceae. Loài này được Christ miêu tả khoa học đầu tiên năm 1909.